# Phare du Cap Bon
Le phare du Cap Bon est un phare situé sur le cap Bon en Tunisie, qui ferme le golfe de Tunis et ouvre sur le canal de Sicile.
Les phares de Tunisie sont sous l'autorité du Service des phares et balises de la République tunisienne (SPHB).

## Description
Le cap Bon marque le point de passage le plus étroit entre la Tunisie et la Sicile. Le phare, construit sur une grande terrasse au bout du promontoire, est mis en service en 1875 avec un système optique de la firme anglaise Chance Brothers (en) offert par le Royaume-Uni.
Le phare est constitué d'une tour cylindrique de vingt mètres de haut, avec galerie et lanterne, attenante à une maison de gardien peinte en blanc avec une ligne horizontale bleue. La tour est peinte en blanc et le dessous de la galerie et le dôme de la lanterne sont noirs.
Placé au point extrême du nord-est de la Tunisie, il n'est qu'à 145 km (78,3 milles marins) de la Sicile. À une hauteur focale de 126 mètres au-dessus du niveau de la mer, il émet toutes les vingt secondes trois éclats blancs portant à 30 milles marins.
Identifiant : ARLHS : TUN006 - Amirauté : E6392 - NGA : 21984.

Carte du golfe de Tunis.
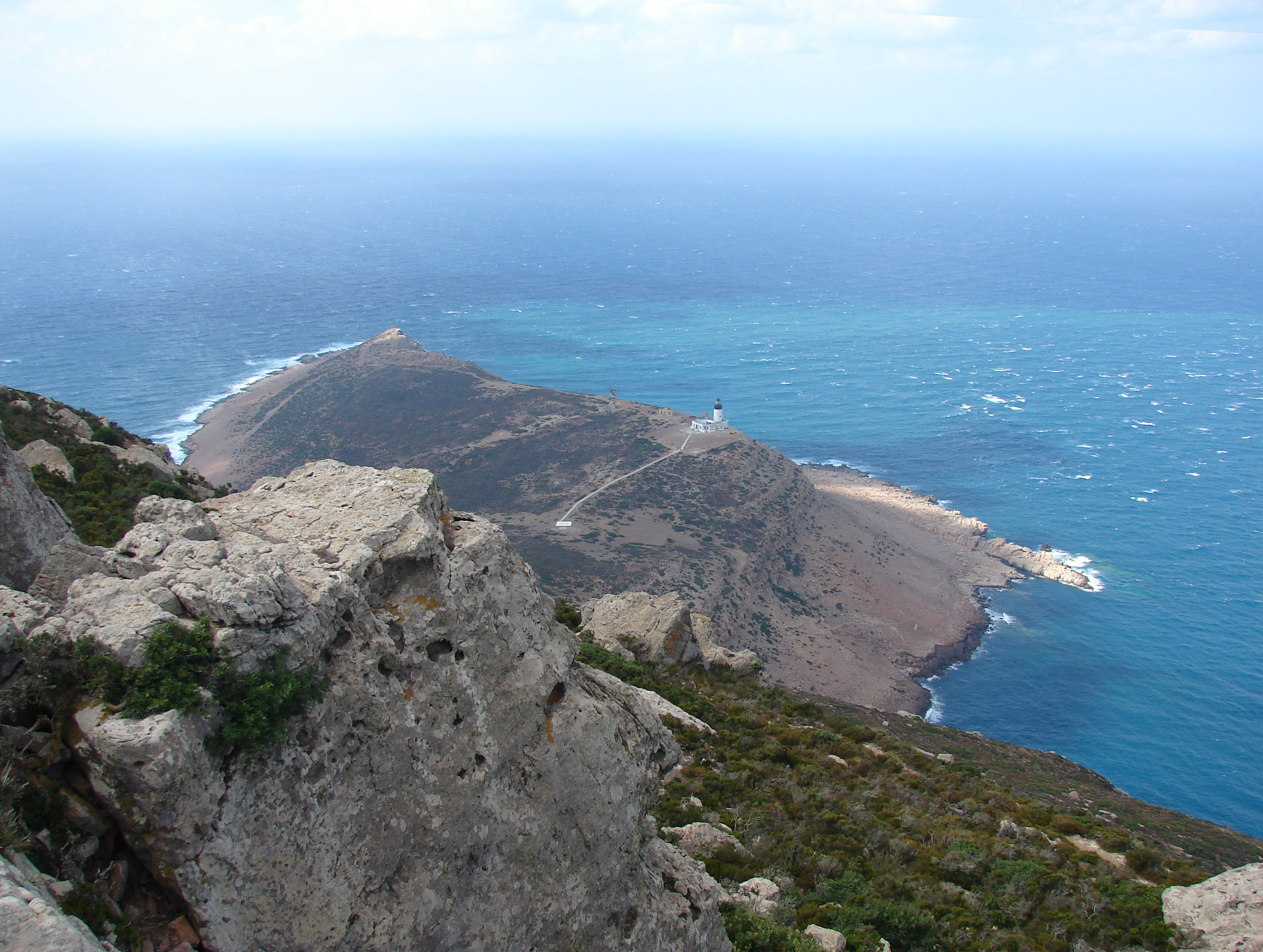
Vue du cap Bon.

### Lien connexe
- Liste des principaux phares de Tunisie
- Liste des phares et balises de Tunisie